# Proasellus thermonyctophilus
Proasellus thermonyctophilus är en kräftdjursart som först beskrevs av Théodore Monod 1924.  Proasellus thermonyctophilus ingår i släktet Proasellus och familjen sötvattensgråsuggor. Inga underarter finns listade i Catalogue of Life.